# Deepika Kurup
Deepika Kurup (Nashua (New Hampshire), 12 april 1998) is een uitvinder, wetenschapper en pleitbezorger van schoon water. Ze ontving de Discovery Education 3M Young Scientist Award in 2012. Kurup ontving de prijs van $25.000 voor haar werk bij het ontwikkelen van een nieuwe en goedkope methode om water te reinigen met zonne-energie. Ze is ook finalist in de internationale Stockholm Junior Waterprijs 2014 met haar project "Een nieuwe fotokatalytische doorlatende composiet voor het afbreken van organische stoffen en het inactiveren van bacteriën in afvalwater." Ten slotte was ze de National Geographic-winnaar op de Google Science Fair 2015.
In januari 2015 werd Kurup genoemd als een van de Forbes 2015 30 Under 30 in Energy. Ze is ook te zien in de Amerikaanse Teen Vogue voor haar werk.

## Achtergrond
Deepika Kurup werd geboren in Nashua, New Hampshire. Ze heeft een aantal verhalen gegeven over wat haar inspireerde om aan waterzuivering te werken. In haar inzendingvideo voor de wedstrijd legt ze het mechanisme uit dat gebruikt is voor de ontwikkeling van haar uitvinding en legt ze ook enkele factoren uit die tot de uitvinding hebben geleid.

## Waterzuiveringsmethode
Het eerste idee van Kurup dat haar in 2012 de Discovery Education 3M Young Scientist opleverde, is gebaseerd op het gebruik van een fotokatalytische verbinding voor waterzuivering. Dit project omvatte een fotokatalytische composiet bestaande uit titaniumdioxide, zinkoxide, holle glazen microbolletjes en Portlandcement. In 2012 wist Kurup's fotokatalytische composiet de hoeveelheid totaal coliform terug te brengen van 8000 kolonievormende eenheden tot 50. Bovendien oxideerde het Methyleenblauw sneller dan standaard zonnedesinfectiemethoden.
Ze verbeterde haar methode en ontwikkelde na 3 jaar een doorlaatbare fotokatalytische composiet met zand, TiO2, Portlandcement en zilvernitraat. Deze fotokatalytische, doorlaatbare composiet vertoonde 98% reductie van het totaal aan coliforme bacteriën onmiddellijk na filtratie. Blootstelling van het gefilterde water aan zonlicht met een fotokatalytische composietschijf resulteerde in 100% inactivering van totale coliforme bacteriën in slechts 15 minuten.

## Privéleven
Haar vader Pradeep Kurup, hoogleraar civiele techniek aan de Universiteit van Massachusetts Lowell, kwam in 1983 vanuit India naar de Verenigde Staten. Haar moeder, Meena Kurup komt oorspronkelijk uit de Zuid-Indiase deelstaat Kerala.
Deepika is van plan zich te concentreren op neurobiologie.